# Gabriel Badea-Păun

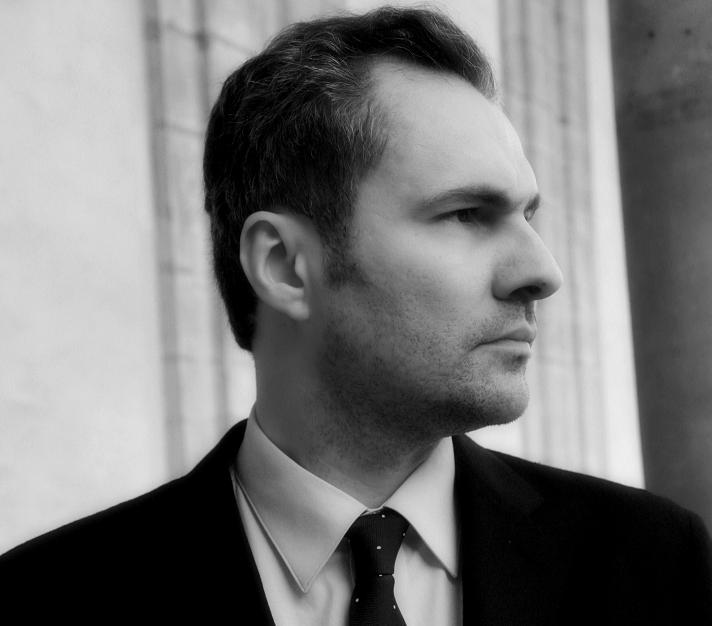
Gabriel Badea-Păun, 2011

Gabriel Badea-Păun (* 20. Januar 1973 in Sinaia) ist ein rumänischer Kunsthistoriker. Er ist wohnhaft in Paris.

## Leben
Gabriel Badea-Păun studierte Geschichtswissenschaften an der Universität Bukarest und promovierte in Kunstgeschichte an der Universität Paris IV (Sorbonne) mit einer Dissertation über Antonio de la Gandara. Er hat zahlreiche Artikel in Fachzeitschriften zur Kunstgeschichte in Frankreich und Rumänien und mehrere Fachbücher in Frankreich, England und Rumänien veröffentlicht, darunter Portraits de Société (Citadelles et Mazenod, Paris 2007) und Le style Second Empire. Architecture, décors et art de vivre Paris (Citadelles et Mazenod, Paris 2010), sowie 1998 eine Gedichtsammlung von Carmen Sylva (Elisabeth zu Wied), Königin von Rumänien, herausgegeben.
Für seine Publikationen erhielt er mehrere Preise und Auszeichnungen.

## Veröffentlichungen
- mit Oana Marinache: Edmond Van Saanen-Algi, de la baletele rusești la Palatul Telefoanelor (Edmond Van Saanen-Algi. Vom Russischen Ballett zum Bukarester Palais der Telefonie). Editura de Istoria Artei, București 2015, ISBN 978-606-93770-5-5 (rumänisch).
- Pictori români în Franța (1834–1939). (Rumänische Maler in Frankreich, 1834–1939). Editura Noi Media Print, București 2012, ISBN 978-606-572-014-5 (rumänisch).
- A la recherche d'une collection perdue – la collection de Mihail Kogălniceanu (Über die verschollene Kunstsammlung von Mihail Kogalniceanu). In: Mihai Dim. Sturdza la 80 de ani. Omagiu. Editura Universităţii „Alexandru Ioan Cuza“, Iași 2014, ISBN 978-606-714-055-2, S. 529–570 (französisch).
  - ÎN CĂUTAREA UNEI COLECȚII PIERDUTE – COLECȚIA LUI MIHAIL KOGĂLNICEANU. Dedicat Domnului Mihai Dim. Sturdza. In: Studii şi cercetări de istoria artei. Artă plastică. SCIA.AP, Serie nouă. Tom. 4 (48), Bucureşti 2014, ISSN 0039-3983, S. 95–132 (rumänisch; istoria-artei.ro [PDF; 2,5 MB]).
- Carmen Sylva, Königin Elisabeth von Rumänien: Eine rheinische Prinzessin auf Rumäniens Thron. Mit einem Vorwort S.D. Carl Fürst zu Wied, ins Deutsche übersetzt und mit einem Nachwort versehen von Silvia Irina Zimmermann. ibidem-Verlag, Stuttgart 2011, ISBN 978-3-8382-0245-7.
- Mecena și comanditari, Artă și mesaj politic. (Mäzenen und Auftraggeber. Kunst und politische Botschaft). Editura Noi Media Print, București 2009, ISBN 978-973-1805-58-0 (rumänisch; ausgezeichnet mit dem Preis Alexandru Tzigara-Samurcaș der Stiftung Magazin Istoric, Bukarest 2010).
- Le style Second Empire. Architecture, décors et art de vivre. Citadelles et Mazenod, Paris 2009, ISBN 978-2-85088-297-5 (französisch; ausgezeichnet mit dem Prix Second Empire de la Fondation Napoléon, 2010).
- Portraits de Société XIXe–XXe siècle. Citadelles et Mazenod, Paris 2007, ISBN 978-2-85088-246-3 (französisch; ausgezeichnet mit dem Preis des Cercle Montherlant-Académie des Beaux-Arts, Paris 2008).
- The Society Portrait from David to Warhol. Ins Englische übersetzt von Barbara Mellor. Vendôme Press, New York 2007, ISBN 978-0-86565-183-8.
- The Society Portrait; Painting, Prestige And The Pursuit Of Elegance. ins Englische übersetzt von Barbara Mellor. Thames & Hudson, London 2007, ISBN 978-0-500-23842-4.
- Carmen Sylva, uimitoarea regina Elisabeta a României 1843–1916. (Carmen Sylva, die erstaunliche Königin Elisabeth von Rumänien). Aus dem Französischen ins Rumänische übersetzt von Irina-Margareta Nistor. Editura Humanitas, București 2003, ISBN 973-50-0424-0.
- mit Ion Bulei: Monarhi europeni. Marile modele. 1848–1914 (= Europäische Monarchen. Die großen Vorbilder). Silex, București 1997, ISBN 973-97927-8-2 (rumänisch).

## Herausgeberschaften
- Carmen Sylva, Sagesse d'une Reine. (Aphorismen der Elisabeth zu Wied, Königin von Rumänien), mit einem Vorwort SKH Prinz Radu von Rumänien und einem Nachwort von Gabriel Badea-Păun, Versailles, Via Romana, 2013, ISBN 979-10-90029-46-0 (französisch).
- Carmen Sylva, Fluturi sărutându-se. (Schmetterlingsküsse. Lyrik und Aphorismen der Elisabeth zu Wied, Königin von Rumänien), mit einem Vorwort S.K.H. Prinz Radu von Rumänien, herausgegeben und mit einer Zeittafel versehen von Gabriel Badea-Păun, București, Editura Curtea Veche, 2013, ISBN 978-606-588-606-3 (rumänisch).
- Marie, reine de Roumanie (Marie von Edinburgh): Histoire de ma vie (Geschichte meines Lebens). Mit einem Vorwort IKH Prinzessin Maria von Rumänien, herausgegeben und mit einem Nachwort von Gabriel Badea-Păun. Editions Lacurne, Paris 2014, ISBN 978-2-35603-016-0 (französisch).

## Preise und Auszeichnungen
- Prix Second Empire de la Fondation Napoléon 2010.
- Medalia „Regele Mihai I pentru Loialitate“ (Medaille der Loyalität König Michael I. von Rumänien)
- Preis Alexandru Tzigara-Samurcaș der Stiftung Magazin Istoric, Rumänien, 2010
- Verdienstorden für Kultur in der Stufe Ritter, Rumänien (Cavaler al Ordinului Meritul Cultural), 2009
- Preis des Cercle Montherlant-Académie des Beaux-Arts, Paris 2008